# 西田惟成
西田 惟成（生年不詳 - 安政6年（1859年）8月8日）は、江戸時代の肥前島原藩豊州領2万7,000石余の代官。島原藩の儒者、教育者、漢詩人。通称は常之丞、弥学、一右衛門。号は蘭雪。

## 経歴
代々郡方の役人を務めた西田家の長男として生まれる。文化2年（1805年）から郡方勘定物書見習、文化6年（1809年）からは郡方勘定物書に任ぜられ、続いて文政4年（1821年）に代官となり、文政5年（1822年）には島原藩豊州領2万7,000石余の代官として高田御役所（高田御陣屋）に祗役していたと記録に残る。その後島原に戻り、文政9年（1826年）から稽古館の訓導、嘉永6年（1853年）からは助教を務め、この間、京極高景、松平忠侯、松平忠誠、松平忠精、松平忠淳に侍講した。藩を代表する漢詩人でもあり、原采蘋が島原を訪ねた折には、稽古館の代表としてその宿所に赴いて詩宴を設けている。